# Fédération biélorusse d'athlétisme
La Fédération biélorusse d'athlétisme (en biélorusse, Беларуская федэрацыя легкай атлетыкi (ГА), BFLA) est la fédération d'athlétisme de Biélorussie dont le siège est à Minsk. Elle est affiliée à l'Association européenne d'athlétisme et à l'IAAF depuis l'indépendance de la Biélorussie et la fin de l'Équipe unifiée (1993).